# Lypha vestita
Lypha vestita är en tvåvingeart som beskrevs av Richter 1999. Lypha vestita ingår i släktet Lypha och familjen parasitflugor. Inga underarter finns listade i Catalogue of Life.